# David Copperfield (1999)
David Copperfield ist ein zweiteiliger Fernsehfilm der BBC und eine Verfilmung des gleichnamigen Buchklassikers von Charles Dickens. Der Film hatte Weihnachten 1999 seine Premiere und sticht vor allem durch seine große Liste britischer Starbesetzung heraus.

## Handlung
Drei Monate nach dem Tode seines gleichnamigen Vaters wird im ländlichen England des 19. Jahrhunderts der kleine David Copperfield geboren. Kurz vor seiner Geburt traf Betsey Trotwood, die Tante seiner jungen Mutter, auf dem familiären Landsitz ein, die sich ein Mädchen wünscht und ihrer hochschwangeren Nichte allerlei Vorschriften macht. Als sich jedoch herausstellt, dass die gewünschte Großnichte ein Großneffe geworden ist, ist Betsey so empört, dass sie im nächsten Moment beleidigt das Anwesen verlässt. Die ersten acht Lebensjahre wächst der junge David unter der liebevollen Obhut seiner Mutter Clara und der Haushälterin Pegotty auf. Eines Tages jedoch lernt Clara den attraktiven Edward Murdstone kennen, mit dem sie eine Beziehung anfängt. Doch David kann diesen unangenehmen Mann vom ersten Augenblick an nicht leiden. Eines Tages nimmt Pegotty David mit auf einen Ausflug nach Yarmouth, wo sie ihren Bruder Dan besuchen und David die hübsche gleichaltrige Emily kennenlernt. Nach ihrer Rückkehr müssen sie jedoch schockiert feststellen, dass Clara sich dazu entschlossen hat, Murdstone zu heiraten. Kurz nach dessen Einzug holt dieser seine Schwester Jane Murdstone auf das Anwesen nach. Diese entpuppt sich als genauso schlimm wie ihr Bruder, und so beginnt für David eine Zeit der Unterdrückung und Schikane im eigenen Heim. Seine Mutter ist gegen die Murdstones machtlos und wird nach und nach von ihrem Sohn isoliert. Als David eines Tages auch noch Lernschwierigkeiten mit dem äußert komplizierten Schulstoff bekommt, eskaliert die Situation und er wird von seinem Stiefvater brutal verprügelt. Kurz darauf wird er zur Strafe von zuhause weg und auf die Salem School in der Nähe Londons gebracht. Doch auch dort wird David von dem überstrengen Schulleiter Mr. Creakle und den anderen Schülern nur schlecht behandelt. Der einzige, welcher freundlich zu ihm ist, ist der ältere James Steerforth, mit welchem sich David anfreundet.
Als David in den Ferien zum ersten Mal wieder nach Hause kommt, erfährt er, dass seine Mutter bereits von Edward Murdstone einen weiteren Sohn hat. Bald darauf ereilt ihn in der ungeliebten Schule die Nachricht, dass seine Mutter und sein kleiner Bruder überraschend verstorben sind, was nicht zuletzt an ihrer seelischen Verfassung durch den Terror der Murdstones lag. Dadurch verschlimmert sich die Lage für David zusehends: Pegotty wird entlassen und Murdstone, welcher nun die volle Kontrolle über den Jungen hat, schickt ihn in seine Fabrik in London. Dort muss David harte, sklavenartige Arbeit verrichten und wird bei Mr. Micawber, einem Bekannten Murdstones, untergebracht. Dieser ist zwar sehr freundlich zu David, wird allerdings kurz darauf verhaftet und eingesperrt. Dadurch ist seine Familie gezwungen umzuziehen und kann David nicht bei sich behalten. Der nun völlig verzweifelte David kann sich nun nur noch an den ihm einzig bekannten Verwandten wenden, seine Großtante Betsey Trotwood. Er beginnt einen langen, beschwerlichen Marsch nach Dover, wo er sie auch aufspüren kann und sie bittet ihn bei sich aufzunehmen. Diese ist anfangs zwar skeptisch, willigt dann aber ein, wodurch sie den Jungen mit der Zeit wirklich liebgewinnt. Doch bald darauf erscheinen Davids verhasste Stiefeltern, die Murdstones, im Haus seiner Tante, um ihn zu sich zurückzuholen. Jedoch wird er von Betsey in Schutz genommen, welche den Murdstones die Meinung sagt und sie wieder vertreibt.
Betsey gibt David nun den Namen Trotwood Copperfield und zieht ihn selbst auf. Sie schickt ihn auf eine Schule in Canterbury, wo der Junge die gleichaltrige Agnes, die Tochter des befreundeten Mr. Wickfield, kennenlernt. Die beiden wachsen als enge Freunde miteinander auf. Nach dem Schulabschluss beginnt David eine Laufbahn als Kontorist und kommt dadurch mit dem Anwalt Mr. Spenlow in Verbindung. Von dessen Tochter Dora ist er auf den ersten Blick hingerissen und verliebt sich in sie. Kurz darauf trifft er sämtliche alten Freunde wieder: Steerforth, Pegotty und die Micawbers; und wird mit einer Reihe verschiedener Situationen konfrontiert, wie dem finanziellen Ruin seiner Tante Betsey und der problematischen Beziehung seines Freundes Steerforths mit seiner Jugendfreundin Emily Pegotty.
Schließlich heiratet er seine Geliebte Dora, welche aber nach wenigen Jahren verstirbt. Daraufhin fängt der frustrierte David als Schriftsteller an, seine eigene Lebensgeschichte in Büchern zu verfassen und bringt es tatsächlich zu einigem Erfolg. Zudem wird ihm auch bei seiner mehrjährigen Reise klar, dass die einzige Frau für ihn von Anfang an Agnes war und heiratet nun sie. Die beiden bekommen zwei Söhne und am Ende der Geschichte auch ein Mädchen, das David zu Ehren seiner Tante Betsey nennt. Somit erfüllt sich zuletzt auch verspätet der Wunsch Betsey Trotwoods nach einer gleichnamigen Nichte.

## Kritiken
Das Lexikon des Internationalen Films schreibt: „Sehr gediegene (Fernseh-)Verfilmung des autobiografisch eingefärbten Charles-Dickens-Klassikers als schauprächtige Unterhaltung mit britischen Stars.“